# José Roberto Boisson de Marca
José Roberto Boisson de Marca (25 de fevereiro de 1950) é um pesquisador brasileiro, membro titular da Academia Brasileira de Ciências na área de Ciências da Engenharia desde 3 de junho de 2002.
Foi a primieira pessoa de fora da América do Norte a presidir o Instituto de Engenheiros Eletricistas e Eletrônicos (IEEE). É professor da PUC-Rio desde 1978.
Foi condecorado com a comenda da Ordem Nacional do Mérito Científico.